# NGC 6496
NGC 6496 (другие обозначения — GCL 80, ESO 279-SC13) — шаровое скопление в созвездии Скорпион.
Этот объект входит в число перечисленных в оригинальной редакции «Нового общего каталога».